# Józefowo (gmina Izbica Kujawska)
Józefowo – wieś w Polsce położona w województwie kujawsko-pomorskim, w powiecie włocławskim, w gminie Izbica Kujawska.
| SIMC    | Nazwa            | Rodzaj    |
| ------- | ---------------- | --------- |
| 0992881 | Kolonia Komorowo | część wsi |
| 0992906 | Pustynia         | część wsi |
| 0863020 | Zaborowo         | kolonia   |

W latach 1975–1998 miejscowość należała administracyjnie do województwa włocławskiego. Według Narodowego Spisu Powszechnego (III 2011 r.) liczyła 273 mieszkańców. Jest czwartą co do wielkości miejscowością gminy Izbica Kujawska.